# Corps des cadets Nicolas
Le corps des cadets Nicolas (en russe : Николаевский кадетский корпус, Nikolaïevski kadetski Korpus) était une école militaire secondaire située à Saint-Pétersbourg, fondée le 9 mai 1823 et qui exista jusqu'en septembre 1917. Sa chapelle était vouée à saint Alexandre Nevski.

## Historique
Cette école a pour ancêtre l'« école des sous-lieutenants de la Garde », fondée en 1823 qui, deux ans plus tard, prend le nom d'« école des sous-lieutenants de la Garde et des junkers de la Cavalerie » qui préparait à la cavalerie. Elle devient en 1859 l'École de cavalerie Nicolas et n'accepte que des jeunes gens de la noblesse de plus de seize ans.
C'est le 4 septembre 1864 qu'ouvre un pensionnat privé de garçons, correspondant au cycle secondaire préparant à l'entrée de l'École de cavalerie Nicolas, avec une centaine d'élèves. Ceux-ci sont répartis en deux cours (classes communes) de quatre classes, correspondant aux quatre classes des lycées militaires. Son premier directeur est l'historien Chakaïev, mais l'école est sous la supervision de l'école de cavalerie. En 1878, l'établissement est réorganisé en établissement d'enseignement indépendant selon le statut des lycées militaires et s'installe dans les bâtiments du 23 de la rue des Officiers (aujourd'hui rue des Dékabristes), près de l'île de la Nouvelle-Hollande. Ces bâtiments abritaient auparavant l'académie juridique militaire récemment fermée. Les bâtiments sont reconstruits après la révolution et disparaissent dans leur forme antérieure.
Le pensionnat est réorganisé en décembre 1881 et prend le nom de « corps des cadets Nicolas ».

## Scolarité
Les frais de scolarité sont beaucoup plus élevés que ceux des autres établissements du même type et il n'y a pas de boursiers, ce qui en fait un établissement d'élèves issus de familles fortunées. L'atmosphère est beaucoup moins militaire que celle des autres corps de cadets. Les junkers (élèves des grandes classes) bénéficient des services d'un laquai (un laquai pour cinq junkers). Cependant le corps des cadets entretient les liens avec l'École de cavalerie Nicolas. Il a le même chiffre que l'école, celui de l'empereur Nicolas Ier. Les épaulettes sont rouges avec le chiffre doré de Nicolas surmonté d'une couronne impériale. Toutefois les élèves portent des pantalons bleu-foncé, au lieu de pantalons noirs, une ceinture de couleur et pour les parades une chachka, à la place de la baïonnette. La dernière classe a le droit de faire son instruction équestre au manège de l'école de cavalerie.
La plupart des élèves choisissent la cavalerie à la sortie du corps des cadets.

## Anciens élèves
- Ivan Erdélyi (1870-1939), général
- Mikhaïl Lermontov (1814-1841), qui habite à la pension des sous-lieutenants de la Garde et des junkers de la Cavalerie, écrivain
- Constantin Mamontov (1869-1920), général
- Eugen-Ludwig Miller (1867-1939), général
- Nikolaï von Schilling (1870-1946), général
- Nikolaï Stogov (en) (1873-1959), général
- Alexandre Vvedenski (1904-1941), poète